# Ophionereis andamanensis
Ophionereis andamanensis är en ormstjärneart som beskrevs av James 1982. Ophionereis andamanensis ingår i släktet Ophionereis och familjen Ophionereididae. Inga underarter finns listade i Catalogue of Life.